# Sumit Nagal
Sumit Nagal (* 16. August 1997 in Jhajjar) ist ein indischer Tennisspieler.

## Karriere

### Junior Tour
Sumit Nagal spielte recht erfolgreich seit Ende 2010 auf der ITF Junior Tour. Er spielte bis Ende seiner Junior-Karriere 2015 bei allen vier Grand Slams. Dabei gelang ihm sein größter Erfolg 2015 in Wimbledon im Doppel, als er mit Lý Hoàng Nam überraschend das Turnier gewann. Im Finale besiegten sie Reilly Opelka und Akira Santillan in zwei Sätzen. Im selben Jahr erreichte er mit Rang 23 auch seine beste Platzierung in der Juniorweltrangliste. Während seiner Jugendkarriere trainierte er auch an der Alexander Waske Tennis-University.

### Profi-Tour
Während seiner Zeit als Junior-Spieler, absolvierte Nagal 2013 auch erstmals ein Turnier der drittklassigen ITF Future Tour. Erfolge erzielte er dort erst ab Mitte 2015, als er drei Futures im Einzel sowie einen im Doppel gewann. Zudem kam er in Kolkata zu seinem Debüt auf der ATP Challenger Tour, wo er zum Auftakt verlor. Zum Ende des Jahres stand er bereits in den Top 500. 2016 konnte er sein Ranking bis auf Rang 334 verbessern, nachdem er neben zwei Futuretiteln auch einige Auftritte auf der Challenger Tour hatte.
2017 waren es vier Future-Titel, die der Inder für sich entscheiden konnte. Darüber hinaus gewann er den Challenger in Bangalore, wodurch er in der Rangliste weiter bis auf Position 225 vorrücken konnte. Anfang 2018 stand er in der Qualifikation des ATP-World-Tour-Events in Pune, wo er nach 2014 und 2015 erstmals bestand und ins Hauptfeld einzog. Dort verlor er zum Auftakt gegen den anderen Qualifikanten Ilja Iwaschka glatt.

### Davis Cup
Sumit Nagal spielte 2016 erstmals für die indische Davis-Cup-Mannschaft, wo er im Dead-Rubber gegen Marc López verlor.
2017, wo Nagal erneut für sein Land spielen sollte, kam es zu einem Eklat, als der Davis-Cup-Kapitän Anand Amritraj den Spieler kurzfristig aus dem Team nahm, nachdem Berichte von 2016 ans Licht gekommen waren, wonach Sumit Nagal u. a. aufgrund von Kater Trainingsessions verpasst haben soll. Nagal widersprach den Vorwürfen und bekam dabei von Ex-Spieler Somdev Devvarman Rückendeckung. Dieser erklärte, dass Nagal nicht für den Davis Cup verfügbar sei, da dieser seit Dezember 2016 an einer Schulterverletzung kuriere.

## Erfolge
| Legende (Anzahl der Siege)  |
| Grand Slam                  |
| ATP World Tour Finals       |
| ATP World Tour Masters 1000 |
| ATP World Tour 500          |
| ATP World Tour 250          |
| ATP Challenger Tour (6)     |

### Einzel

#### Turniersiege
| Nr. | Datum              | Turnier      | Belag     | Finalgegner         | Ergebnis       |
| --- | ------------------ | ------------ | --------- | ------------------- | -------------- |
| 1.  | 25. November 2017  | Bangalore    | Hartplatz | Jay Clarke          | 6:3, 3:6, 6:2  |
| 2.  | 29. September 2019 | Buenos Aires | Sand      | Facundo Bagnis      | 6:4, 6:2       |
| 3.  | 30. April 2023     | Rom          | Sand      | Jesper de Jong      | 6:3, 6:2       |
| 4.  | 23. Juli 2023      | Tampere      | Sand      | Dalibor Svrčina     | 6:4, 7:5       |
| 5.  | 11. Februar 2024   | Chennai      | Hartplatz | Luca Nardi          | 6:1, 6:4       |
| 6.  | 9. Juni 2024       | Heilbronn    | Sand      | Alexander Ritschard | 6:1, 6:75, 6:3 |